# Luis Menacho
Luis Menacho (La Plata, Buenos Aires, 1 de enero de 1973) es un pianista y compositor argentino.

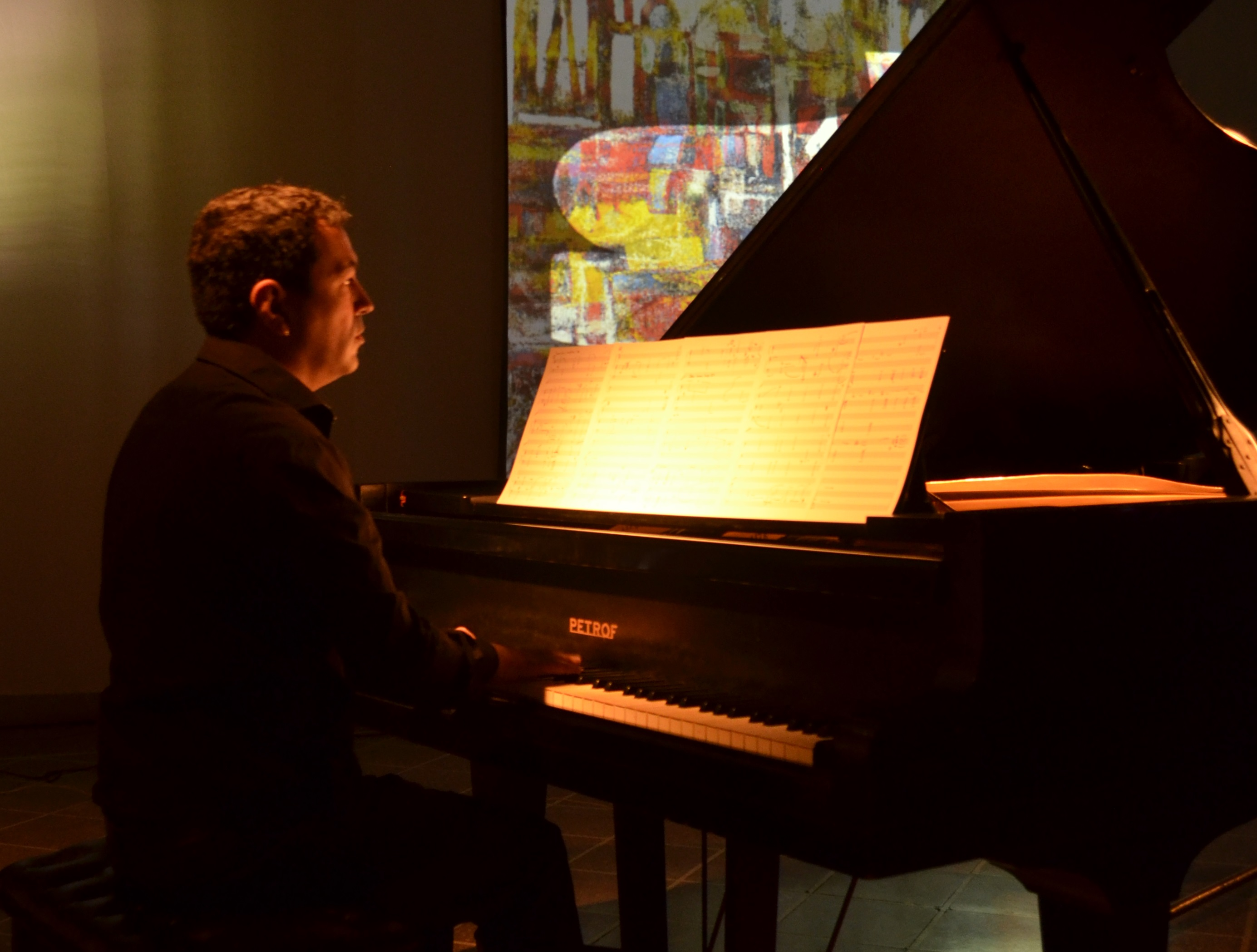
Luis Menacho

Compositor, pianista y director musical. Estudió piano con Haydée Schvartz y Composición en la Facultad de Artes de la Universidad Nacional de La Plata (UNLP). Estudios con Gerardo Gandini becado por la Editorial Melos y la Diplomatura en Composición para escena en la Universidad Nacional de San Martín (UNSAM). Ha asistido a seminarios y masterclasses con Dieter Schnebel, Dimitri Vassilakis, John Constable y Reinhardt Febel, Bernhardt
Wulff, Coriún Aharonián, Margarita Fernández y Ricardo Piglia entre otros. Asistió a los cursos de filosofía medieval y contemporánea de Narciso Pousa en la Facultad de Humanidades de la UNLP y de semiótica de Juan Ángel Magariños de Morentín en la Facultad de Comunicación social de la UNLP. Estudios en el Centro de estudios de música antigua (CEMAn) de la Universidad Católica de Buenos Aires (UCA). Doctor en artes por la UNLP dirigido por Mariano Etkin con la tesis "Bajo un azul dilatado. Ensayo para una estética musical sudamericana" Un estudio sobre la relación entre la estética negativa y la música de vanguardia latinoamericana. Ha recibido varios premios y becas para la creación artística del Fondo Nacional de las artes e Ibermúsicas. Sus obras fueron ejecutadas en conciertos y Festivales en Argentina, Europa, China y USA y puestas en escena por destacados artistas como Oscar Aráiz, Renata Schussheim, Gonzalo Giacchino y Beatriz Catani. Recibió encargos de solistas, ensambles e instituciones tales como el TACEC del Teatro Argentino de La Plata y el CETC del Teatro Colón.
Fundó y dirigió el grupo Klang ensamble y alla [breve] colectivo de música contemporánea, plataforma co-curadora de los Nuevos Jardines en el Servente – NuJaS- Jornadas de músicas actuales en el Conservatorio Gilardo Gilardi de La Plata. Fue profesor de Teoría y estética del arte contemporáneo en el Centro de estudios avanzados en música contemporánea (CEAMC) en Buenos Aires.
En 2006 dirigió la ejecución argentina de la obra de Luigi Nono ¿Dónde estás hermano? per los desaparecidos de Argentina, en la conmemoración del 30.º aniversario del último golpe de Estado militar en Argentina (1976-1983) en la Jornadas de Arte y memoria en Florencio Varela, Buenos Aires, bajo el título Identidad, compromiso y memoria.
Profesor investigador y titular de composición I en la Facultad de Artes de la UNLP, dictó clases en conservatorios y escuelas de arte la provincia de Buenos Aires. Miembro del Instituto de Historia del arte argentino y americano (IHAAA) en la UNLP. Fundó y dirige la plataforma MICRO [forum] en la FDA UNLP con la que realizó el Festival itinerante Micro [forum]. En la actualidad sus trabajos de investigación se centran en el cruce entre Arte y Psicoanálisis con el foco en la composición experimental actual bajo el prisma de la teoría de Jacques Lacan. Ha sido investigador visitante del Arnold Schoenberg Zentrum en Viena, Austria y ha dictado conferencias en diversas instituciones musicales de Argentina, y en el exterior en la Universidad de Valparaíso, Chile, la Universidad de Gotemburgo en Suecia, y en el Instituto de Investigaciones musicales en Berlín, Alemania.

## Obras

### Instrumento solista
- Cool tears -piano y objetos. 2019
- Fragile -piano. 2018
- América Herida - piano, objetos y video. 2018.
- Impromptu y Nocturno a la memoria de Gerardo Gandini. -piano. 2017.
- ¿Será tal vez tu voz?, para piano inundado, sonidos electrónicos y textos de Fiodor Dostoievsky y Alexandr Soljenitsin 2014.
- Seda y acero -a Yukio Mishima- piano. 2013.
- Música nocturna - piano. 2012 .
- Lugar - Viola. 2012.
- Tres tangos para piano. El apuñalado - Como una luna en el agua - Y se alejó por el camino de los cipreses - 2012.
- Una zona un océano - Violín. 2010.
- Cadenz (...a Mozart) - piano. 2006.
- Toccata y aria - Tambor. 2006.
- Sentires - Piano. 2003.
- 1.2.3... - Piano. 2002.
- I´ll always be a word man/ better than a bird man - Seis piezas voz aguda. 2002.
- La comedia de las marionetas - Clarinete en sib. 2002.
- Tres lugares - Oboe barroco. 2003.
- Lejos atardeceres - Saxo tenor solo 2003.
- La ecuación del poeta - Piano.1999.

### Dúo de instrumentos
- De Humani corporis. Dos performers y video. Basada en la obra de Andrea Vesalio. 2022.
- Bíos, para tres flautas, tres clarinetes y dos ejecutantes. 2019.
- Erebus - Para dos performers y dispositivo lumínico. 2013-22.
- O sol nunca mais vai se pôr - Violonchelo y piano. Marzo de 2009.
- Cinco gestos rioplatenses - Violín y contrabajo. 2005.
- Ser yunque ser martillo - Dos trompetas. 2004.

### Ensamble de cámara (Trío)
- Se torna il sole, para clarinete bajo, contrabajo y piano. 2018
- Trío. Violín, violoncello y piano. 2013
- Tres colores - Para tres ejecutantes. 2005.
- Los juegos de abril - Flauta, violonchelo y piano. 2005.

### Ensamble de cámara (4 a 8 instrumentos)
- El fuego y la sombra, para cuarteto de saxos y sonidos electroacústicos. 2015.
- Tres intervenciones durante un concierto. 2011.

1. Donde muere el viento (violonchelo)
2. Los senderos de la memoria (piano y percusión)
3. Poem (voz femenina)

- Cinco pinturas, dos duetos: flauta y piano, percusión y sintetizador. 2012.
- Text[e] - Para el Avant-garde music ensemble thingNY (fl, cl, sx, vl, perc, fem. voice) en el proyecto SPAM. Estreno University of the streets. NYC. 2009.
- Consonanze stravaganti - Consort de clarinetes. 2004.
- Köln (entre líneas) - Ensamble flexible de cámara. 2004.
- Entre mitades - Octeto instrumental (flauta, oboe, clarinete, violín, viola, violonchelo, piano y percusión) 2002.
- Arqueología - para ensamble. 1998

### Orquesta de cámara
- Coloured papers, ensamble abierto, partitura interactiva y video mapping. 2018.
- Tunupa - Para flauta, oboe, clarinete en sib, trompeta, corno, trombón, tuba, percusión y contrabajo. 2011.
- Nuda vida (Wien Nordbahnhof memories), Flauta, oboe, clarinete en sib, fagot, trompeta, corno, piano, percusión, 2 violines, viola, violonchelo, y contrabajo. 2008.
- Ni lo uno, ni lo otro, para ensamble. 1998

### Orquesta sinfónica
- A través del nudo - Orquesta. Dedicada al pintor catalán Antoni Tápies. 2001.
- Fisiología - Orquesta. 2000.

### Escena/Teatro/ Instalación
- Jitler Música para la puesta teatral sobre la novela homónima de Gabriel Báñez. 2022.
- 59 seg [DOC] instalación audiovisual on line. 2022.
- Antelia. Tratado de luz y resonancia. Ópera para Piano, órgano, clave, toy piano, soprano, coro, actor, bailarina y video en la locación del Palacio Servente de La Plata. 2022.
- Floralia, música para la instalación plástica “Flora, una celebración”. piano 2017.
- La once. Suite La hermandad del Princesa. Música para la pieza teatral La Once. Ensamble abierto. 2017.
- Las Gárgolas. Música para la pieza de danza homónima. Composición coreográfica y dirección Diana Rogovsky. Versión concierto: Vestida de Luz. 2017.
- El viento que arrasa Ópera sobre la novela homónima de Selva Almada. 2016.
- Lo liso y lo plegado. [Variaciones sobre una superficie], Esculturas sonoras: Susana Lombardo 2015.
- Casi la soledad (Variaciones sobre un poema de Emily Dickinson) - Micro ópera para voz femenina, flauta, clarinete en sib, violín, violonchelo, piano, percusión y ensamble vocal. 2011.
- Sentencias relativas al amor y algunas otras cuestiones - Actriz, tenor, flauta, clarinete, guitarra y violonchelo. 2000.

### Coro
- Noche oscura. SMATBB y violoncello. 2020.
- Ese invierno sombrío. SSAATTBB. 2015.
- En la frontera de la bruma - Para coro mixto, sobre las Cartas del noviazgo de Soren Kierkegaard. 2011.
- Aún... - SSAATTBB. 2003.

### Voces e instrumentos
- Aterro - Para piano y tres percusionistas. 2012
- Al desierto mirar de silencio - Tres sopranos, dos tenores y un percusionista. 2003.

### Electroacústica
- Cartografías de lo invisible. 2019. Para la instalación homónima de Mauro Colagreco. Curaduría Laura Colagreco. Museo Montpelier Contemporain. Francia.
- Mobiliario 1- Cab. 2- Le bar [Lounge] 3- Le carrefour. 2018. Versión videoarte. Cab
- Track 38, De los 58 indicios sobre el cuerpo. Sonorización de la voz de Jean-Luc Nancy 2016.
- Katari - 2012.